# Ештрела душ Амадореш
Клубе ді Футебул Ештрела душ Амадореш або просто Ештрела душ Амадореш (порт. Clube de Futebol Estrela dos Amadores) — професіональний кабовердійський футбольний клуб з міста Таррафал, на острові Сантьягу.

## Історія
Команда базується в місті Таррафал в північній частині острова Сантьягу і є однією з найстаріших команд в цій частині острова. Клуб виграв три чемпіонські титули (2004, 2009 та 2012). Логотип та форма клубу створені на основі його португальського тески клубу Ештрела (Амадора), хоча «Таррафал» і відрізняє його від португальського клубу.

## Досягнення
- Чемпіонат острова Сантьягу (Північ): 3 перемоги

2003/04, 2008-09, 2011/12

## Історія виступів у чемпіонатах та кубках

### Національний чемпіонат
| Сезон   | Див.    | Міс.    | Іг. | В | Н | П  | ЗМ | ПМ | РМ  | О  | Примітки    | Плей-оф        |  |
| ------- | ------- | ------- | --- | - | - | -- | -- | -- | --- | -- | ----------- | -------------- |  |
| 2004    | 1A      | 6       | 5   | 0 | 0 | 5  | 1  | 15 | -14 | 0  | Не пробився | Не бере участі |  |
| 2009    | 1B      | 5       | 5   | 2 | 0 | 3  | 7  | 8  | -1  | 6  | Не пробився | Не бере участі |  |
| 2012    | 1A      | 5       | 5   | 1 | 2 | 2  | 8  | 7  | +1  | 5  | Не пробився | Не бере участі |  |
| Всього: | Всього: | Всього: | 15  | 3 | 2 | 10 | 16 | 30 | -14 | 11 |             |                |  |

### Чемпіонат острова
| Сезон   | Див. | Міс. | Іг. | В | Н | П | ЗМ | ПМ | РМ | О  | Кубок | Суперкубок | Примітки                                    |
| ------- | ---- | ---- | --- | - | - | - | -- | -- | -- | -- | ----- | ---------- | ------------------------------------------- |
| 2003-04 | 2    | 1    | -   | - | - | - | -  | -  | -  | -  |       |            | Вихід до національного Чемпіонату           |
| 2008-09 | 2    | 1    | -   | - | - | - | -  | -  | -  | -  |       |            | Вихід до національного Чемпіонату           |
| 2011-12 | 2    | 1    | -   | - | - | - | -  | -  | -  | -  |       |            | Вихід до національного Чемпіонату           |
| 2014-15 | 2    | 8    | 12  | 3 | 5 | 4 | 12 | 13 | -1 | 14 |       |            | Не пробився до фінальної частини чемпіонату |